# اولیور سولبرگ
اولیور سولبرگ (انگلیسی: Oliver Solberg؛ زادهٔ ۲۳ سپتامبر ۲۰۰۱) راننده رالی اهل سوئد است. 
او پسر پیتر سولبرگ قهرمان نروژی رالی قهرمانی جهان در سال ۲۰۰۳ و مادر سوئدی پرنیلا والفریدسون است که همچنین یک راننده موفق سابق رالی است. سولبرگ پس از کسب چندین قهرمانی در مسابقات کراس کارتینگ در سال‌های اولیه خود، قهرمان رالی اکس نروژ و قهرمان نوجوانان رالی ۱ مسابقات رالی اروپا در کلاس نوجوانان در سال ۲۰۱۹ شد و سپس مثل پدر خود وارد مسابقات رالی قهرمانی جهان شد.
در سال ۲۰۲۲ او برای اولین بار به عنوان راننده سوم هیوندای موتور اسپورت در بالاترین کلاس مسابقات رالی قهرمانی جهان شرکت کرد و با خودرو جدید رالی ۱ رانندگی کرد. در سال ۲۰۲۳، اولیور به مسابقات رالی در کلاس رالی ۲ بازگشت و اولین مسابقه امتیازی خود را در رالی سوئد ۲۰۲۳ تجربه کرد.
در سال ۲۰۲۴، سولبرگ در کنار سه نفر دیگر، از جمله لوته ون درونن، موتور سوار مسابقات موتور کراس زنان، ایوان اورتولا، راننده مسابقات موتو۳ و کیگان پالمر، برنده مدال طلای المپیک، به برنامه ورزشکاران چهارگانه لاندو نوریس راننده فرمول ۱ پیوست.

## اوایل زندگی
سولبرگ قبل از اولین تولدش با حضور در رالی قبرس در سال ۲۰۰۲ برای تماشای رقابت پدرش به دنیای رالی قهرمانی جهان معرفی شد. انتخاب حرفه ورزشی موتوری انتخابی اجتناب ناپذیر نبود، با اینکه هر دو والدینش او را تشویق به حضور در فوتبال، هاکی روی یخ و بسیاری از فعالیت های دیگر کردند، او تصمیم گرفت مثل پدر و مادر خود وارد ورزش موتوری شود، ورزشی که علاقه شخصی به آن داشت. در سن هشت سالگی در مسابقات کراس کارتینگ شرکت کرد و اولین مسابقه خود را برد. در طول سال‌های بعد او چندین بار قهرمان کراس‌کارت نروژ و کشورهای نوردیک شد.

### ورود به رالی
سولبرگ فعالیت حرفه ای خود را در رالی در سال ۲۰۱۷ و در سن ۱۵ سالگی آغاز کرد. با توجه به سن کم سولبرگ، یکی از معدود مکان هایی که به او اجازه رقابت داده شد، مسابقات قهرمانی رالی لتونی بود. اولین رالی او رالی آلوکسنه بود که خودرو در پژو ۲۰۸ آر۲ در آن حضور پیدا کرده بود او در این رالی در رتبه دوم کلاس خود کسب کرد. او اولین سال خود را در این مسابقات با کسب ۲ برد به پایان رساند. سولبرگ در دومین فصل خود در مسابقات قهرمانی رالی لتونی در سال ۲۰۱۸ شرکت کرد، و پس از قهرمان اروپا، مارتین سسکس به مقام دومی رسید.

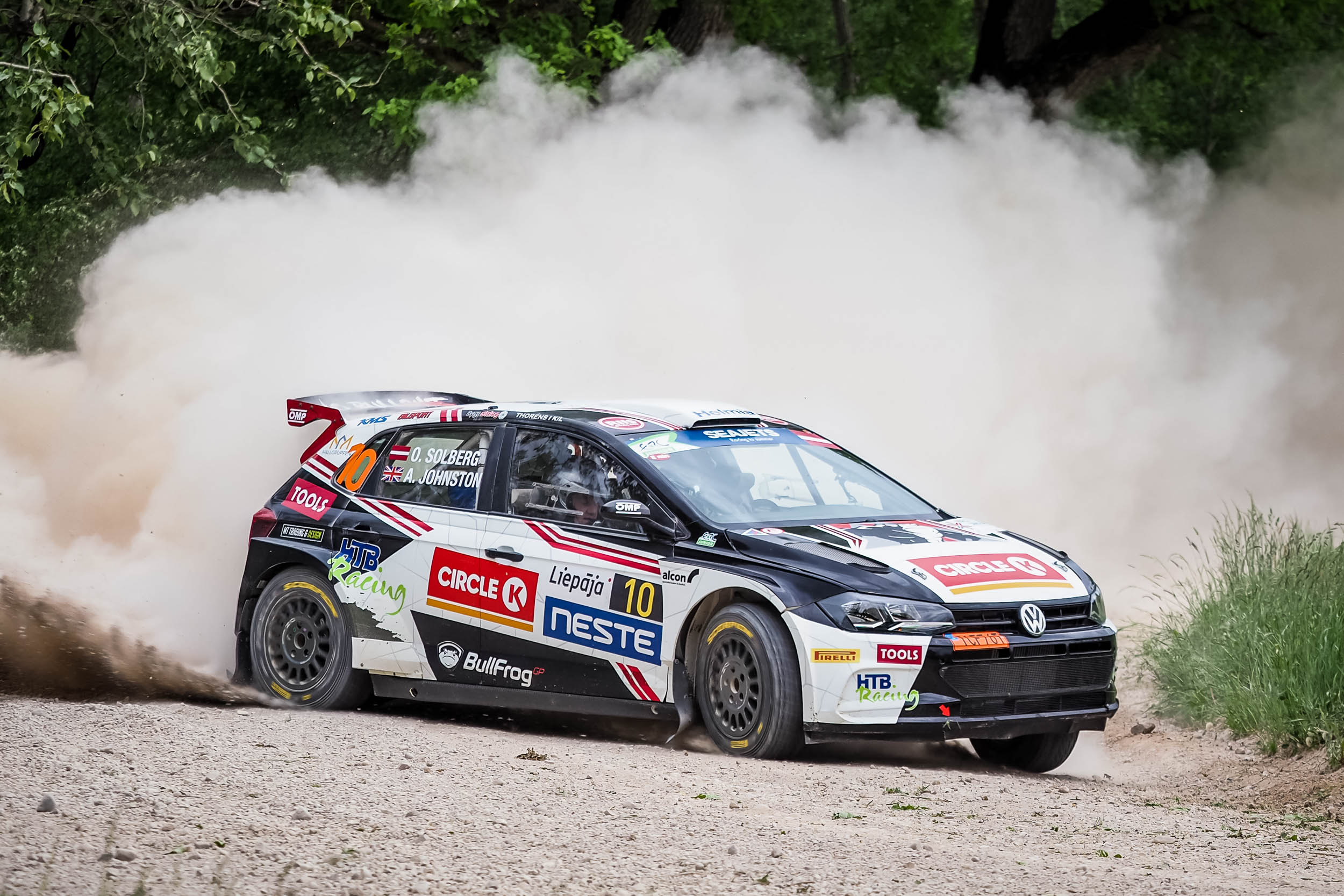
اولیور سولبرگ در رالی لیپاجا ۲۰۱۹

## زندگی شخصی
موفقیت در رالی اکس نوردیک در سال بعد ۲۰۱۸ سولبرگ، و همچنین فعالیت و زندگی حرفه ای او در مسابقات رالی قهرمانی جهان، موضوع فیلم به دنیا آمده برای رانندگی سال ۲۰۱۹ بود که در سینماهای سراسر نروژ اکران شد. 
سولبرگ و خانواده‌اش همچنین در شبکه های دیسکاوری پلاس و شبکه نروژی برای سریال تیم سولبرگ حضور دارند. 
فصل اول این سریال‌ در سال ۲۰۲۰ و فصل دوم در سال ۲۰۲۲ منتشر شد.